# Neve Yamin
Neve Yamin (hébreu : נְוֵה יָמִין) est un moshav situé en Israël. Situé près de Petah Tikva et ayant une superficie totale de 3 300 dunams, il est sous la juridiction du conseil régional de Drom HaSharon. Sa population s'établissait à 1 200 habitants en 2007.
Il a été créé en 1950 par des immigrants provenant de Grèce, d'Irak, de Libye, d'Iran et d'Afrique du Nord. Son nom est une dérivation du prénom Benjamin (hébreu : נבי ימין ou בִּנְיָמִין).